# Dorothea-Schlegel-Platz

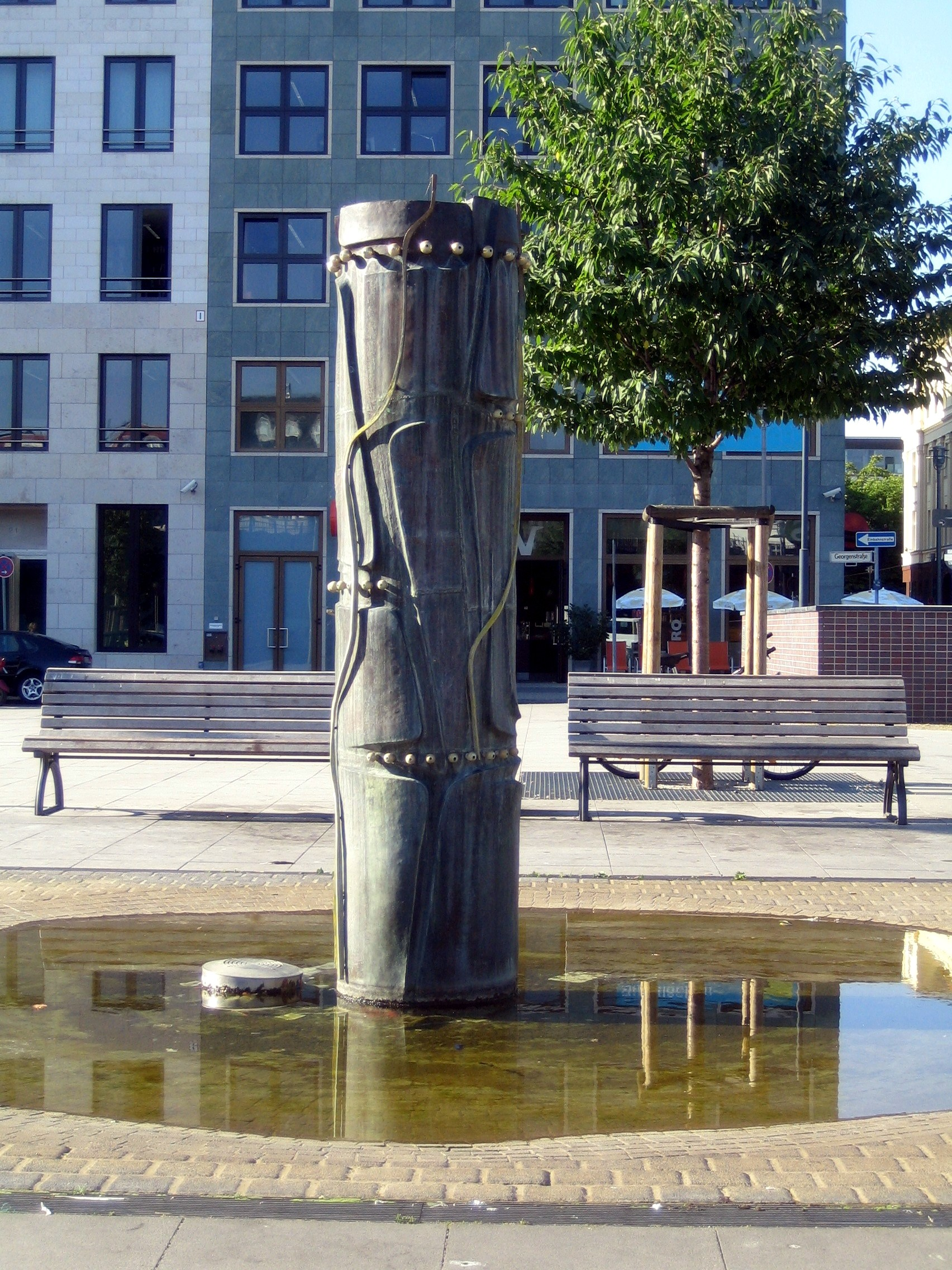
Teil des Platzes mit Brunnensäule

Der Dorothea-Schlegel-Platz ist ein städtischer Platz im Berliner Ortsteil Mitte des gleichnamigen Bezirks und ist benannt nach der Schriftstellerin Dorothea Friederike Schlegel. Seinen Namen erhielt er am 21. Juni 2005. 
Der Platz wird begrenzt (von Norden im Uhrzeigersinn) vom Bahnhof Friedrichstraße, von der Friedrichstraße, der Georgenstraße, der Neustädtischen Kirchstraße und dem Reichstagufer mit der Spree. Er entstand, als die Grünfläche des ehemaligen Wintergartens bebaut wurde. Auf dem Platz befinden sich die Eingänge zum Bahnhof Friedrichstraße, zur U-Bahn-Linie U6 sowie zu der unterirdischen S-Bahn-Strecke.
Die Gestaltung des Platzes wirkt durch seine Oberfläche aus Beton und Granit monoton, am Rand stehen 13 Kastanien. Offiziell gilt der Platz als Grünfläche. An seiner Westseite befindet sich ein Brunnen, die „Kleine Liebessäule“, geschaffen 1981–1983 von dem Berliner Künstler Achim Kühn. Ursprünglich stand der Brunnen im Wintergarten, von wo er jedoch gestohlen wurde. Der Brunnen besteht aus einer 2,50 m hohen Kupfersäule in Form eines Baumstammes, in den ein „Liebesherz“ graviert ist. Aus 53 vergoldeten Kugeln spritzen Wasserstrahlen. Der Brunnen sollte im Grenzbereich zu West-Berlin ein Zeichen der Versöhnung setzen. Seit dem 16. Juli 2004 steht eine Kopie des Brunnens auf dem Platz. In direkter Nachbarschaft befindet sich das Bundespresseamt.
Unter dem Titel Züge ins Leben – Züge in den Tod wurde am 30. November 2008 auf dem Dorothea-Schlegel-Platz ein Denkmal für die in den Jahren 1938 und 1939 geretteten 10.000 jüdischen Kinder aufgestellt, die mit den sogenannten „Kindertransporten“ vor allem nach London ausreisen konnten, und an die in die Konzentrationslager deportierten Kinder.